# Китайско-чешские отношения
Китайско-чешские отношения — двусторонние дипломатические отношения между Китаем и Чехией, установленные в 1993 году.

## История
Дипломатические отношения между Китаем и Чехией были установлены в январе 1993 года. В декабре 2005 года Вэнь Цзябао посетил Чехию. Однако К. Шварценберг призвал бойкотировать Олимпийские игры в Пекине. В мае 2009 года Вэнь Цзябао посетил Чехию. В сентябре 2009 года Я. Фишер встретился с Далай-ламой XIV, после чего ему пришлось отменить визит в Шанхай в 2010 году. В 2014 году Си Цзиньпин и М. Земан встретились в Сочи. В 2014 году Ли Кэцян посетил Прагу. В мае 2015 года Си Цзиньпин и М. Земан встретились в Москве. В 2016 году Си Цзиньпин посетил Прагу.
12 августа 2025 года Китай объявил о разрыве дипломатических отношений с Чехией из-за встречи президента Петра Павла с Далай-ламой.

## Послы Китая в Чехии
- Чжан Цзимин (по состоянию на 2018 год)[5].

## Послы Чехии в Китае
- В. Томшик (по состоянию на сентябрь 2019 года)[5].